# Parc archéologique national de Tierradentro
Le parc archéologique national de Tierradentro est une réserve archéologique de la Colombie, qui a été inscrit en 1995 sur la liste du patrimoine de l'Humanité par l'UNESCO en tant que réservoir important de la culture précolombienne. Il se trouve dans le département du Cauca.
Tierradentro est un site archéologique sur lequel ont été retrouvés des hypogées et des statues monumentales de personnages humains. Les endroits archéologiques les plus importants de ce parc sont "la Colline de Ségovie" (Alto de Segovia), "la Colline du Gnome" (Alto del Duende), "la Colline de Saint André" (""Alto de San Andrés"") et "la Colline de l’Avocat" (Alto del Aguacate). Les installations du parc disposent d'un musée archéologique et d'un musée ethnographique.

## Histoire
À une époque antérieure à l'an 1000 apr. J.-C., cette zone a été habitée par des sociétés agricoles aux caractéristiques culturelles similaires à celles de San Agustín. Ces similitudes peuvent être observées d'après les aspects de la céramique,  de l'orfèvrerie et des statues. En revanche, les hypogées sont une caractéristique exclusive de cette région. Elles sont regroupées sur le sommet des collines ou sur le flanc des montagnes.
Les Espagnols ont baptisé cette région "Tierradentro" (en français, terre de l'intérieur) à cause de la topographie du territoire situé dans les hautes montagnes de la Cordillère centrale et difficile d'accès, mais aussi à cause de la ténacité des indigènes qui y habitaient et refusaient de se laisser envahir leur territoire.
Les archéologues ont découvert une centaine d'hypogées et, grâce à la datation par le carbone 14, on sait que les tombes datent de la période comprise entre 600 et 900 ans apr. J.-C.

## Description
Les hypogées sont formés par un puits avec des escaliers droits ou en spirale qui mènent jusqu'à l'entrée de la chambre funéraire. Ils ont été taillés dans le tuf, une roche volcanique semi-dure. La chambre est généralement composée de niches latérales et de pilastres. Dans les plus grandes tombes, le plafond de l'édifice peut être soutenu par deux ou trois colonnes. Les murs, les colonnes et les plafonds des chambres mortuaires sont souvent décorés de dessins représentant des formes géométriques, anthropomorphiques et zoomorphiques, à l'aide de pigments naturels rouge et noir sur fond blanc. Les chambres les plus petites font entre 2,5 et 3 mètres de large. Quant aux plus grandes, elles peuvent atteindre 10 à 12 mètres de large.

## Gestion du parc
Le parc archéologique national de Tierradentro a été créé en 1945 et appartient au ministère de l'éducation au nom de l'État. Par ailleurs, en 1992, il devient monument historique après décision du Conseil national des monuments. C'est l'Institut Colombien d'Anthropologie et d'Histoire(ICANH) qui en est responsable.

## Conservation
Dès 1936, sous les conseils de l'archéologue allemand Georg Bürg, les tombes ouvertes d'Alto de Segovia furent recouvertes à l'aide de bambou et de chaume afin d'éviter les infiltrations d'eau de pluie. Cette protection sera remplacée par des structures en métal en 1945, date de création du parc national.
Dans les années 1970, les anthropologues Mauricio Puerta et Alvaro Chaves ont nettoyé et réparé certaines tombes, condamnant celles qui étaient trop abîmées. Les statues ont également été nettoyées.
Depuis, diverses actions sont en cours : le pompage de l'eau à l'intérieur des tombes (l'humidité étant un problème majeur car elle abîme les peintures et fragilise les structures), consolidation des structures et des fresques, reconception des toitures de protection, etc.

## Rituels funéraires
Selon les chercheurs Alvaro Chaves et Mauricio Puerta, le rituel funéraire était composé de deux étapes :
- l'enterrement primaire (individuel) qui comprenait la construction d'une sépulture peu profonde. Le corps y était posé avec quelques-uns de ses objets personnels et de la nourriture.
- l'enterrement secondaire (collectif) dans une tombe plus profonde : l'hypogée. Dans ces chambres, on a retrouvé des urnes en céramique qui contenaient des restes exhumés d'os humains d'un ou plusieurs individus.